# William Norwood
William Imon Norwood Jr., znany również jako Bill Norwood (ur. 21 kwietnia 1941 w Camden w USA, zm. 13 grudnia 2020 w Albuquerque) – amerykański kardiochirurg dziecięcy, którego pionierska operacja kardiochirurgiczna noworodków urodzonych z zespołem hipoplazji lewego serca, nazwana jego imieniem, tj. procedurą Norwooda, uratowała życie tysiącom dzieci.
Bill Norwood urodził się w Camden, Arkansas w rodzinie Williama Imona Norwood Sr. i Pearl Norwood. Najpierw studiował chemię i biologię na University of New Mexico, a następnie w latach 1960–1966 medycynę na University of Colorado Medical School. Po ukończeniu studiów jego droga szkolenia chirurgicznego prowadziła poprzez szpitale uniwersyteckie w Minneapolis, a następnie szkolenia podyplomowego w kardiochirurgii w szpitalach Uniwersytetu Harvarda: Peter Bent Brigham Hospital Harvard i stypendium z kardiochirurgii dziecięcej w Boston Children's Medical Center, gdzie jego kierownikiem specjalizacji był Aldo Castañeda. Później kierował zespołem kardiochirurgicznym w Children’s Hospital of Philadelphia, University of Pennsylvania.
Był także współzałożycielm oraz był wiceprezesem i prezesem, a następnie dyrektorem generalnym Instytutu Aldo Castañedy w Genolier w Szwajcarii. Karierę kardiochirurgiczną zakończył w Nemours Cardiac Center w Wilmington (1997–2004), w stanie Delaware (USA).
Bill Norwood był prekursorem pionierskich operacji wrodzonych wad serca u noworodków i niemowląt, które bez interwencji kardiochirurgicznej zawsze kończyły się śmiercią. Operacja Norwooda jest pierwszą z trzech operacji wykonywanych podczas procedury Norwooda w celu skorygowania wrodzonej wady serca określanej nazwą zespół hipoplazji lewego serca (HLHS). Ten zabieg operacyjny zazwyczaj musi być wykonany z powodu dużej wczesnej śmiertelności w pierwszych dniach życia noworodków.
Amerykańska inicjatywa charytatywna pod nazwą Project HOPE, organizowała pomoc także dla krajów Europy Wschodniej. Od 1977 przez następne kilkadziesiąt lat Bill Norwood zaangażował się wraz z zespołem współpracowników w pomoc dla Polsko-Amerykańskiego Instytutu Pediatrii w Krakowie. Miał istotny wkład w reorganizację i rozwój kardiochirurgii dziecięcej w Polsce.
W 1997 za wkład w rozwój kardiochirurgii dziecięcej w Krakowie, William Norwood otrzymał tytuł doktora honoris causa Uniwersytetu Jagiellońskiego. Został również uhonorowany przyznaniem odznaczenia Krzyża Komandorskiego Orderu Zasługi Rzeczypospolitej Polskiej.
William Norwood zmarł w wyniku infekcji COVID-19 13 grudnia 2020 w Albuquerque w stanie Nowy Meksyk.